# マジック・アンド・メイヘム-テイルズ・フロム・ジ・アーリー・イヤーズ
『マジック・アンド・メイヘム-テイルズ・フロム・ジ・アーリー・イヤーズ』（Magic & Mayhem – Tales from the Early Years）は、フィンランドのヘヴィメタル・バンド、アモルフィスが2010年に発表したセルフカバー・アルバム。初期3作のアルバムからの曲を再録音した内容で、バンド結成20周年を記念した企画としてリリースされた。
全曲とも2010年3月にレコーディングされ、4月にミキシング、5月にマスタリングが完了した。ボーナス・トラックの「ハートに火をつけて」（ドアーズのカバー）は、アルバム『テイルズ・フロム・ザ・サウザンド・レイクス』（1994年）制作時の録音も残っており、当時のヴァージョンは同アルバムの再発盤に収録されている。

## 反響
母国フィンランドでは2010年第39週のアルバム・チャートで初登場8位となり、同年には合計3週トップ50入りした。また、2012年第8週にも再度チャート入りし、11位を記録している。

## 収録曲
1. マジック・アンド・メイヘム - Magic and Mayhem – 5:23
  - 作詞：トラディショナル／作曲：エサ・ホロパイネン
2. ヴァルガー・ネクロラトリィ - Vulgar Necrolatry – 4:44
  - 作詞：Jussi Ahlroth／作曲：トミ・コイヴサーリ
3. イントゥ・ハイディング - Into Hiding – 3:53
  - 作詞：トラディショナル／作曲：エサ・ホロパイネン、オーリ＝ペッカ・ライネ
4. ブラック・ウィンター・デイ - Black Winter Day – 3:55
  - 作詞：トラディショナル／作曲：カスパー・モールテンソン
5. オン・リッチ・アンド・プアー - On Rich and Poor – 5:24
  - 作詞・作曲：エサ・ホロパイネン、キム・ランタラ
6. エグザイル・オブ・ザ・サンズ・オブ・ウィスリュー - Exile of the Sons of Uisliu – 3:56
  - 作詞・作曲：エサ・ホロパイネン
7. キャスタウェイ - The Castaway – 5:56
  - 作詞：トラディショナル／作曲：トミ・コイヴサーリ、エサ・ホロパイネン、オーリ＝ペッカ・ライネ、カスパー・モールテンソン
8. ソング・オブ・ザ・トラブルド・ワン - Song of the Troubled One – 4:14
  - 作詞・作曲：エサ・ホロパイネン、オーリ＝ペッカ・ライネ
9. サイン・フロム・ザ・ノース・サイド - Sign from the North Side – 5:04
  - 作詞：エサ・ホロパイネン／作曲：トミ・コイヴサーリ、エサ・ホロパイネン、オーリ＝ペッカ・ライネ
10. ドラウンド・メイド - Drowned Maid – 4:11
  - 作詞：トラディショナル／作曲：トミ・コイヴサーリ、エサ・ホロパイネン、オーリ＝ペッカ・ライネ
11. アゲインスト・ウィドウズ - Against Widows – 4:19
  - 作詞・作曲：オーリ＝ペッカ・ライネ
12. マイ・カンタレ - My Kantele – 6:49
  - 作詞・作曲：エサ・ホロパイネン

各曲のオリジナル・ヴァージョン収録アルバムは下記の通り。
- 『カレリアン・イスムス』（1992年） - 2. 6. 9.
- 『テイルズ・フロム・ザ・サウザンド・レイクス』（1994年） - 1. 3. 4. 7. 10.
- 『エレジー』（1996年） - 5. 8. 11. 12.

### ボーナス・トラック
1. ハートに火をつけて - Light My Fire – 2:45
  - 作詞・作曲：ドアーズ

## 参加ミュージシャン
- トミ・ヨーツセン - ボーカル
- エサ・ホロパイネン - リードギター
- トミ・コイヴサーリ - リズムギター
- サンテリ・カリオ - キーボード
- ニクラス・エテレヴォリ - ベース
- ヤン・レックベルガー - ドラムス